# متحف بينون (ذمار)

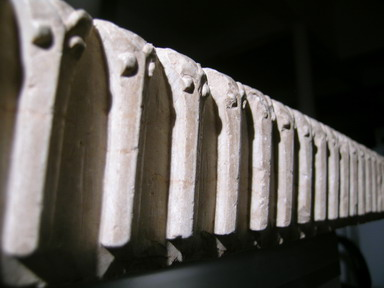
صورة للاثار ببينون

متحف الآثار والمخطوطات والموروث الشعبي في عزلة ثوبان مديرية الحداء أنشئ سنة 1990م، وتمت توسعته في 2003 م.
يقع المتحف في منطقة يبنون التي تعتبر من أغنى المناطق آثارياً، بما قامت فيها من حضارات قديمة تعود للعصور الحجرية القديمة والحديثة، كما تمتاز المنطقة بمواقع من العصور البرونزية لفترة ثلاثة آلاف سنة قبل الميلاد كذلك المواقع التي تعود للفترات التاريخية للعصور الحديدية أو السبأئية كما كانت من المراكز الأساسية للحضارة الحميرية.

## أقسام المتحف

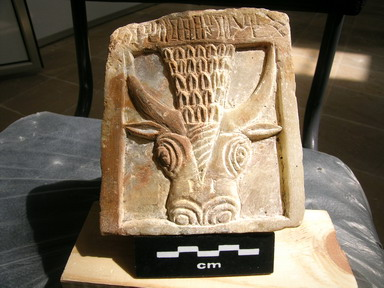
قطعة أثرية من متحف بينون

المبنى الرئيسي للمتحف يضم بداخله مجموعة كبيرة من القطع الأثرية، مصدرها مدينة بينون ومناطق أخرى في مديرية الحداء، أما المبنى الآخر فقد خصص لعرض نماذج من الموروث الشعبي لمديرية الحداء مثل الأزياء والحلي والصناعات الحرفية وأدوات العمل الزراعي وغير ذلك.
ويحتوي المتحف على قاعات كبيرة لعرض الآثار والمخطوطات والموروث الشعبي وغرف لخزن القطع الأثرية والمعامل لترميم وصيانة وحفظ الآثار ومعامل للتصوير وإنتاج النماذج التعليمية والوسائل السمعية والبصرية الحديثة.